# Milanovići (ort i Bosnien och Hercegovina)
Milanovići är en ort i Bosnien och Hercegovina.   Den ligger i entiteten Federationen Bosnien och Hercegovina, i den centrala delen av landet, 80 km väster om huvudstaden Sarajevo. Milanovići ligger 622 meter över havet och antalet invånare är 149.
Terrängen runt Milanovići är kuperad. Närmaste större samhälle är Bugojno, 3,0 km sydost om Milanovići. 
Omgivningarna runt Milanovići är en mosaik av jordbruksmark och naturlig växtlighet. Runt Milanovići är det ganska tätbefolkat, med 93 invånare per kvadratkilometer.